# Die verbotene Stadt (Bruno Frank)

Die verbotene Stadt
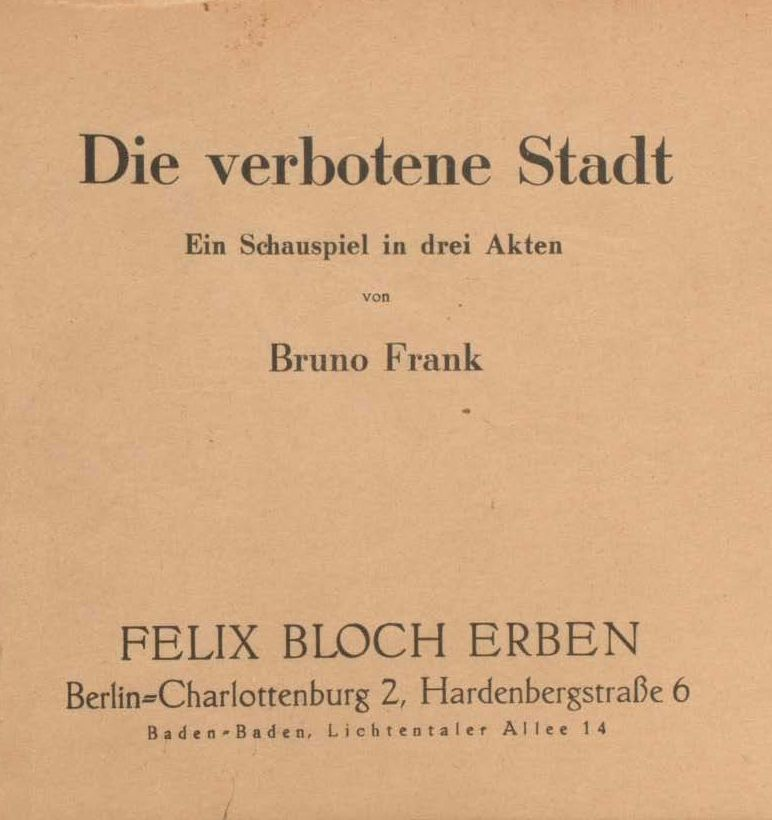

Die verbotene Stadt. Ein Schauspiel in drei Akten aus dem Jahr 1940 ist das letzte Bühnenstück von Bruno Frank. Es wurde 1942 im Stadttheater Luzern und 1954 in Nürnberg uraufgeführt. Die Druckausgabe erschien 1951 als Bühnenmanuskript bei Felix Bloch Erben in Berlin.
Die englische Übersetzung besorgte der chinesische Schriftsteller und Übersetzer Lin Yutang, der ab 1935 hauptsächlich in den USA lebte. Ein Manuskript der nicht veröffentlichten Übersetzung befindet sich im Nachlass von Bruno Franks Frau Liesl Frank-Mittler im Literaturportal Bayern.

## Inhalt – Übersicht
China zur Zeit des Boxeraufstands in Peking. Der „junge Kaiser“ will China in einem Hauruckverfahren in einen modernen Staat umwandeln („Hundert-Tage-Reform“). Die konservativen Kräfte um die Kaiserinwitwe, seine Tante, hintertreiben die Reformen. Schließlich reißt die Kaiserinwitwe die Macht an sich und lässt den jungen Kaiser festsetzen.
Die Boxerbewegung hat sich zum Ziel gesetzt, die ausländischen Mächte aus China zu vertreiben und die „Harmonie“ des Landes wiederherzustellen. In realer Einschätzung der Kräfteverhältnisse versucht der Vizekönig Jung Lu die Kaiserinwitwe zur Unterdrückung der Boxer zu bewegen. Diese schlägt sich jedoch auf die Seite der konservativen Kräfte um den Prinzen Tuan, und Jung Lu fällt in Ungnade.
Der Boxeraufstand wird durch die Übermacht der ausländischen Mächte niedergeschlagen, und die Kaiserinwitwe muss aus der Kaiserresidenz der Verbotenen Stadt fliehen. Sie versöhnt sich mit dem Kaiser und akzeptiert das sogenannte „Boxerprotokoll“, durch das der Kaiser unter entwürdigenden Bedingungen wieder in sein Amt eingesetzt wird. Der treue Berater Jung Lu wird rehabilitiert, und sein unmündiger Enkel zum Nachfolger des kinderlosen Kaisers bestimmt.

## Handlung
Hinweis: Zahlen in runden Klammern, zum Beispiel (15), verweisen auf Seiten in der Druckausgabe von 1951.
Das Schauspiel besteht aus 3 Akten, dem I. Akt mit Bild 1–3, dem II. Akt mit Bild 4–6 und dem III. Akt mit Bild 7–11. Das Stück beginnt im Sommer 1898. Der III. Akt spielt zwei Jahre später.

### I. Akt
Der I. und II. Akt spielen ab dem Sommer 1898.

#### Erstes Bild
Empfangszimmer in der britischen Gesandtschaft. Der neue österreichische Gesandte Franz von Perner mit seiner Frau und Maureen Bartlett, die Frau eines Waffenhändlers, sind zu Besuch bei dem englischen Gesandten Henry Ormond. Man kommt auf den „jungen Kaiser“ und die Kaiserinwitwe, seine Tante zu sprechen: „Er ist Kaiser, aber sie herrscht. […] Jetzt flüstert man von Reformen, die er plant – von Erlassen, die das Gesetz der viertausend Jahre umstürzen sollen.“ (8–9) Bald trifft William Bartlett, Maureens Gatte, ein. Er kehrt zurück von einer Reise nach Tientsin zum Vizekönig Jung Lu, dem „wichtigsten Mann in China“ (15). Er wollte Jung Lu Kanonen verkaufen für den Kampf gegen die ausländischen Mächte, auch gegen die Engländer, aber Jung Lu gab Krupp den Vorzug.

#### Zweites Bild

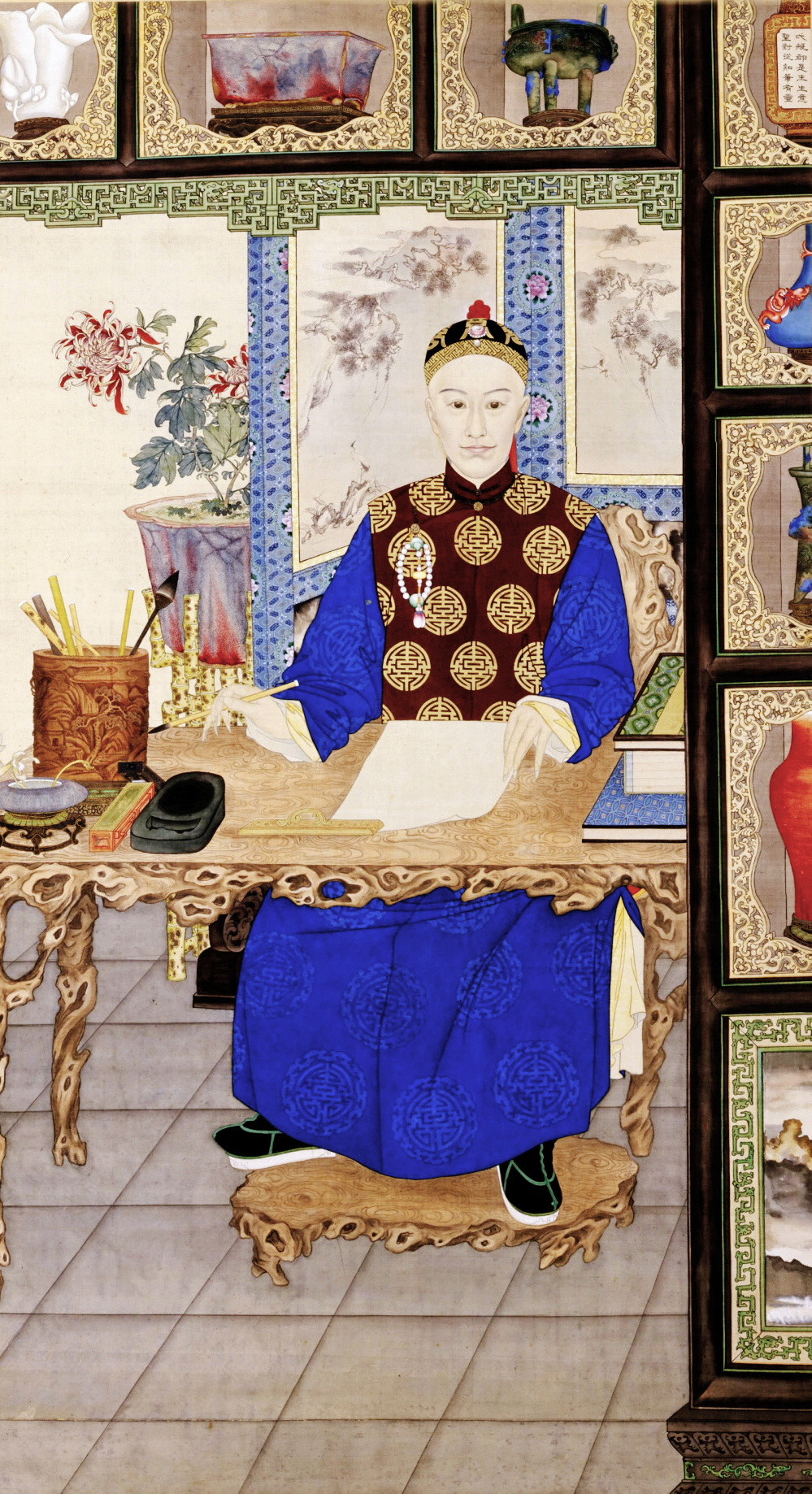
Kaiser Guangxu in seinem Arbeitszimmer.

Pavillon des Kaisers. Der Kaiser zeigt seiner ersten Nebenfrau, der Perlen-Geliebten („Pearl“), die gesiegelten Reformdekrete, durch die er China modernisieren will. Pearl warnt den Kaiser vor dem Widerstand der Kaiserinwitwe, die den Reformbestrebungen feindlich gegenübersteht. Der kaiserliche Erzieher Weng sucht unerwartet seinen Zögling auf, um ihm seine Bedenken gegen das Reformvorhaben vorzutragen. Er verurteilt die Ungeduld des Gelehrten Kang, des kaiserlichen Freundes und geistigen Vaters der Reformen: (34)
| Kaiser: Ihr erhobt seine Tugenden. Weng: Er hat sie alle, ausser der einen: Geduld. Kaiser: Durch zuviel Geduld sind grosse Unternehmungen gescheitert. Weng: Eine kleine Ungeduld hat Throne zu Fall gebracht. Sohn, du bist wie ein Reiter, der sein Pferd tothetzt am Morgen. Wie will er am Mittag reisen. |
Der sehnlich vom Kaiser erwartete Kang kommt hinzu, zusammen mit einem Unbekannten, dem Truppenführer Yuan-shi-kai aus Tientsin, den Kang dem Kaiser als „entschlossenen Helfer“ empfiehlt. (39) Während der Kaiser Kang den Auftrag erteilt, die Reformdekrete zu veröffentlichen, überbringt der Oberste Eunuch den Befehl der Kaiserinwitwe, Kang zu verhaften. Weng verhilft Kang zur Flucht. Der Kaiser überträgt nun Yuan-shi-kai die Aufgabe, die kaiserlichen Erlasse herauszubringen.

#### Drittes Bild
Thronhalle der Kaiserinwitwe. Der Oberste Rat hat sich um die Kaiserinwitwe versammelt. Zu den 5 Räten gehören Weng, der Vizekönig Jung Lu und Prinz Tuan. Die Kaiserinwitwe verurteilt die Reformen des Kaisers:
| Ein Knabe, uns haftbar durch kindliche Pflicht, unternimmt den Frevel. […] Im flackernden Feuer seiner unreifen Jahre schleudert er Edikt auf Edikt in das Volk und denkt es aufzuwühlen von Grund auf. (50–51) |

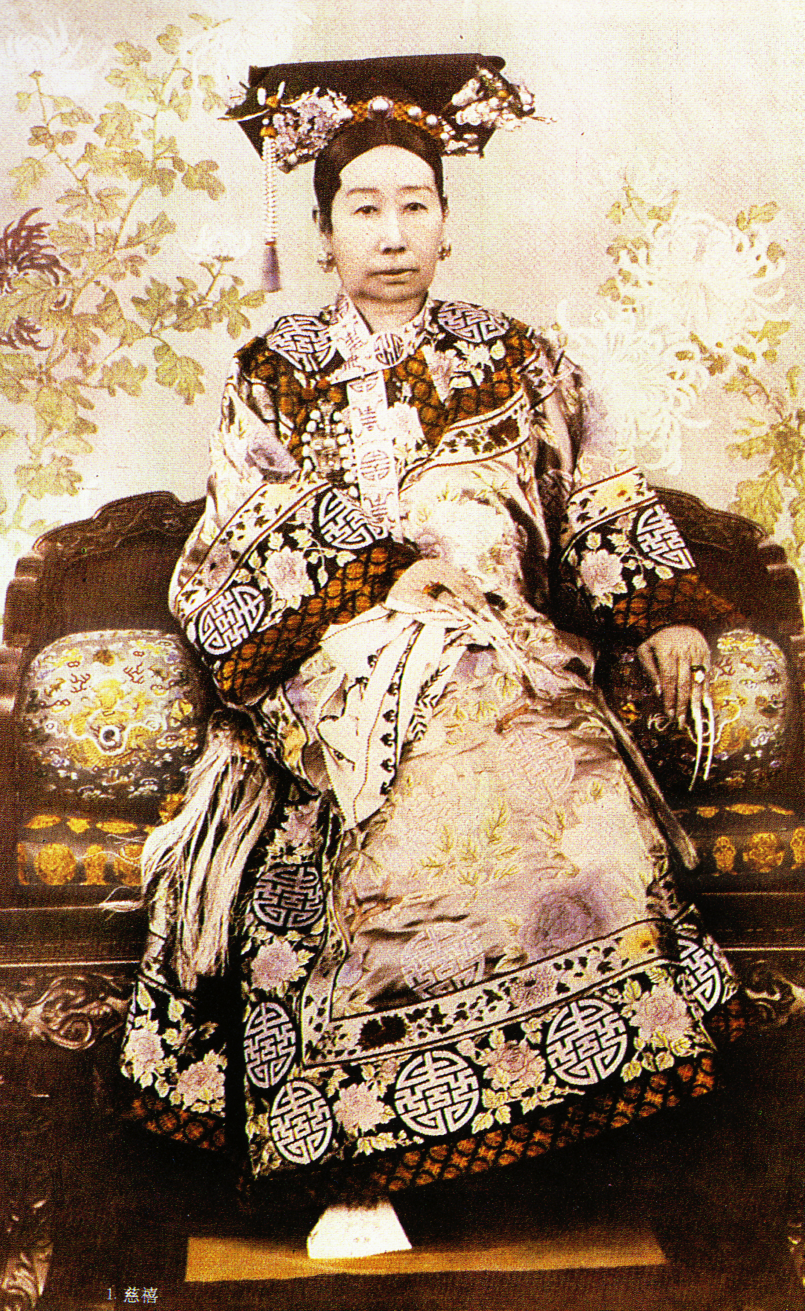
Kaiserinwitwe Cixi (1835–1908) auf der Thronbank, Foto um 1890.

Sie brandmarkt den kaiserlichen Erzieher Weng, in dem sie den Ideengeber der Reformen sieht, als Verräter und schickt ihn in die Verbannung. Die 4 anderen Räte fordert sie auf, ihr mit ihrem Rat beizustehen. Prinz Tuan und zwei andere empfehlen ihr, wieder die Regentschaft an sich zu nehmen. Jung Lu verabschiedet den verbannten Weng freundlich und schweigt zunächst zu dem Vorschlag der anderen Räte. Als man ihn bedrängt, rät er der Kaiserinwitwe, „nicht ehe sie hundertmal hundert Seiten langsam umgewendet hat“, solle sie sich entscheiden. (57)
Nach der Entlassung der 3 übrigen Räte bleibt die Kaiserinwitwe allein mit Jung Lu zurück, der 40 Jahre lang ihr engster Vertrauter war. Jung Lu gesteht, dass er befehlswidrig Kang nicht hat hinrichten lassen. Er macht sich stark für die Versöhnung mit dem Kaiser, gegen die gesetzwidrige Übernahme der Regentschaft und gegen die Mordbrennerei der Boxer unter Prinz Tuan. Die Kaiserinwitwe beauftragt ihn, Yuan-shi-kai dem Kaiser abspenstig machen.

### II. Akt

#### Viertes Bild
Arbeitszimmer in der Britischen Gesandtschaft. Der Vizekönig Jung Lu hat die Boxer verboten, die aber weiterhin ihr Unwesen treiben. Die britische Regierung legt dem Gesandten Ormond nahe, die Reformpartei zu unterstützen. Er fordert stattdessen Marinetruppen an, um einen drohenden Angriff der Chinesen abzuwehren.

#### Fünftes Bild
Pavillon des Kaisers. Der Kaiser ernennt Yuan-shi-kai zum neuen Vizekönig und entsendet ihn nach Tientsin, dort soll er den bisherigen Vizekönig Jung Lu hinrichten. Nach seiner Rückkehr soll er den Palast besetzen, die Kaiserinwitwe gefangen nehmen und auf der Insel im Westlichen See internieren.

#### Sechstes Bild
Während der Kaiser auf die Rückkehr von Yuan-shi-kai wartet, dringt die Kaiserinwitwe bei ihm ein. Yuan-shi-kai hat die Pläne des Kaisers an die Kaiserinwitwe verraten, und sie klagt den Kaiser an: „Du hast deinen Arm aufgehoben gegen Uns. Wir schlagen ihn ab, deinen Arm.“ (94) Sie verbannt den Kaiser auf die ihr zugedachte Insel und zwingt ihn, durch ein Reskript die Herrschaft auf sie zu übertragen.

### III. Akt
Der Akt spielt ab dem Sommer 1900.

#### Siebtes Bild
Zimmer im Hause des Prinzen Tuan. Der Kaufmann Shih sucht Prinz Tuan auf und bietet ihm und seinen Boxern die Finanzierung ihres Kampfs gegen die Ausländer an. Jung Lu kommt unerwartet und warnt Prinz Tuan vor der Rache der Ausländer nach der Ermordung des deutschen Gesandten durch die Boxer. Jung Lu beschwört den Prinzen, die Stadt zu räumen, aber dieser weigert sich. Unterdes kommt der Oberste Eunuch hinzu und verkündet Jung Lus Absetzung als Vizekönig.

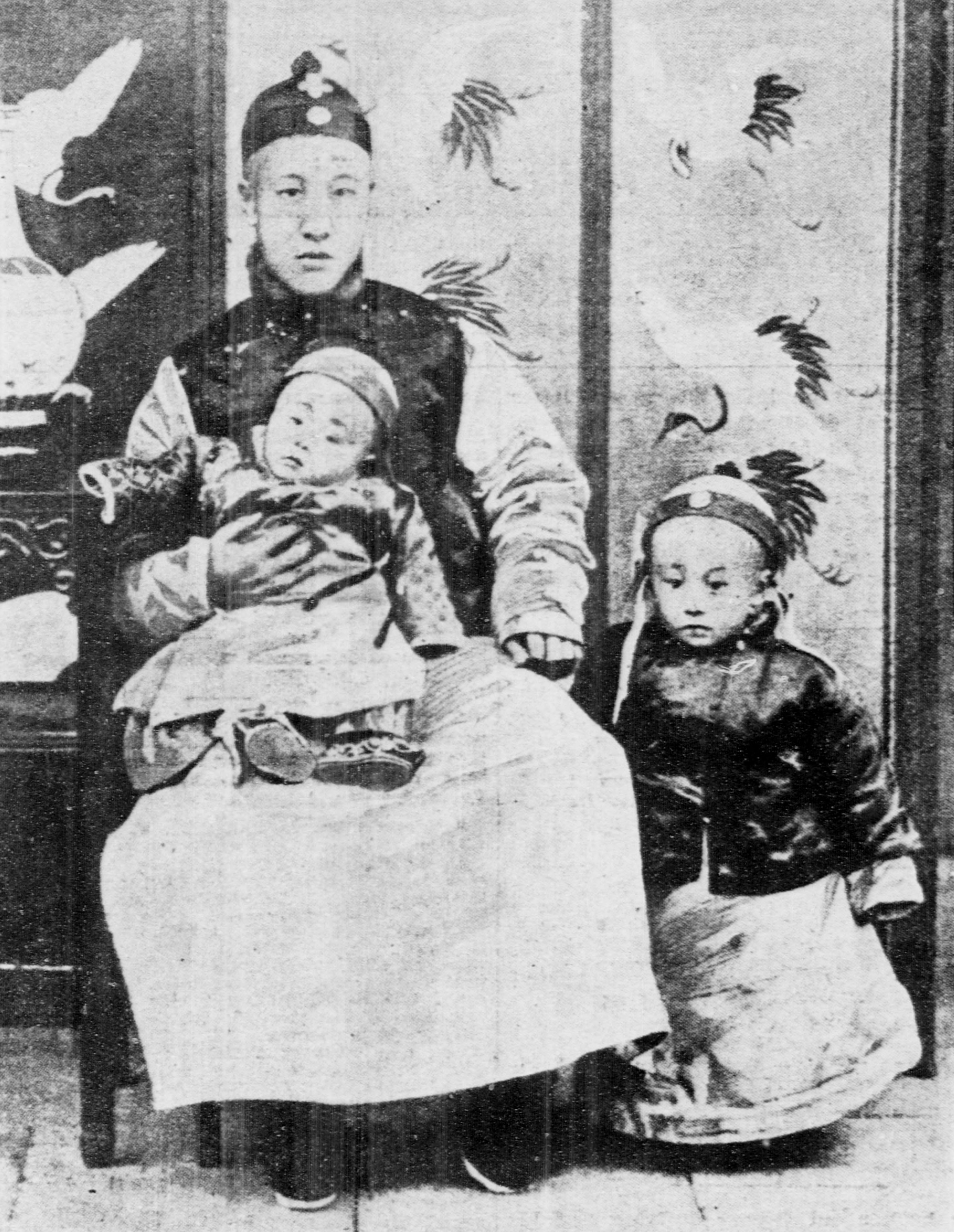
Rechts: Der dreijährige Kaiser Puyi (1906–1967), links: sein Vater und sein kleiner Bruder, Foto 1909.

#### Achtes Bild
Arbeitszimmer in der Britischen Gesandtschaft. Das Gesandtschaftsviertel steht unter dem Beschuss der Boxer. Alle flüchten in die gut befestigte Gesandtschaft der Engländer. Der britische Gesandte Ormond und die Perners, deren Haus zerstört wurde, warten sehnlich auf Entsatz durch die Truppen der Europäer. Endlich sind sie da, sie stehen fünf Meilen von der Gesandtschaft.

#### Neuntes Bild
Thronhalle der Kaiserinwitwe. Die Soldaten der Ausländer stehen kurz vor der Eroberung der Verbotenen Stadt. Jung Lu, verfemt als Reichsverräter, nahm den Kampf auf gegen Prinz Tuans Boxer, um die Gesandten zu retten. Die Kaiserinwitwe empfängt den rehabilitierten Jung Lu, der sie und den Kaiser vor dem Zugriff durch die Ausländer bewahren will. Jung Lu drängt die Kaiserinwitwe, inkognito zusammen mit dem Kaiser in die Provinz zu fliehen und dort zu verharren, bis er, Jung Lu, mit den Ausländern die Bedingungen für ihre Rückkehr ausgehandelt hat.

#### Zehntes Bild
Empfangszimmer in der Britischen Gesandtschaft. Ormond hat sich bei der Verteidigung der Gesandtschaft leicht verletzt. Jung Lu kommt unerwartet. Er bittet Ormond, die Stadt vor der Zerstörung zu bewahren. Dieser übermittelt das Verlangen an die britischen Truppen.

#### Elftes Bild
Thronhalle der Kaiserinwitwe. Die Kaiserinwitwe ist zurückgekehrt von der Flucht. Sie verbannt Prinz Tuan und rehabilitiert Weng. Sie setzt Jung Lus dreijährigen Enkel als Reichserben ein, und der sterbende Jung Lu erteilt ihm seinen Segen.

## Hintergrund
Die Regieanweisungen des Bühnenstücks sind ungewöhnlich ausführlich und beschreiben sehr detailliert das Bühnenbild, das Mobiliar, die Kostüme und die Gebräuche. Es ist daher anzunehmen, dass sich Bruno Frank vor der Niederschrift des Stücks eingehend mit dem Studium der chinesischen Kultur und der Geschichte der Boxeraufstände beschäftigte.
Bruno Franks Schwiegermutter Fritzi Massary war die Operettendiva der Weimarer Republik. Gegen Ende der 1920er Jahre wechselte sie von der Operette zur Komödie. 1939 emigrierte sie in die USA nach Beverly Hills bei Los Angeles, wo sie im Haus ihrer Tochter Liesl und ihres Schwiegersohns Bruno Frank wohnte. Ab ihrer Übersiedlung blieb sie ohne Engagement. Mit seinem Schauspiel Die verbotene Stadt gedachte Bruno Frank, seiner Schwiegermutter ein Comeback in den USA zu verschaffen: sie sollte die Rolle der Kaiserinwitwe spielen.
Die englische Übersetzung des Stücks besorgte der chinesische Schriftsteller und Übersetzer Lin Yutang. Los Angeles verfügte über keine bedeutenden Theater, am ehesten bot New York die Möglichkeit, eine Bühne für das Stück zu gewinnen. Albrecht Joseph, der mit Bruno Frank befreundet war und in Los Angeles lebte, schrieb über die vergeblichen Versuche von Bruno Franks Frau Liesl, das Stück in New York auf die Bühne zu bringen:
Bruno hatte ein Stück für sie [Fritzi Massary] geschrieben, das auf der Person der Kaiserinwitwe Ts‘e-Hsi, Herrscherin über China zur Zeit des Boxeraufstands, beruhte. Liesl setzte alle ihre Energie dafür ein, dass es in New York aufgeführt werde, und die „Theatre Guild“ schien auch interessiert zu sein. Aber die Inszenierung wäre teuer geworden, und das Risiko, eine Englisch sprechende Ausländerin als Star zu präsentieren, war anscheinend zu groß.

## Zitate
- [Über den US-Präsidenten] „Wie kann einer Ansehen genießen, den das Volk wählt und entlässt? Seine Ahnen sind nicht mit ihm.“ (30)
- [Über den US-Präsidenten] „Dort erhöht in dem einen Mann das Volk sich selbst. Er wohnt in einem bescheidenen kleinen Haus, dessen Pforten stets offen sind. Jeder kann eintreten, seine Hand ergreifen und zu ihm sprechen. So weiss er, was in den Herzen der Menschen vorgeht.“ (31)
- Kang: „Die Umstände, wage ich zu hoffen, entschuldigen den Übergriff. – Weng: Das Gesetz steht über den Umständen. Das ist sein Sinn.“ (39)
- „Kampf und Blutvergiessen sind notwendige Übel, Menschen von rohem Wesen anvertraut.“ (40)
- Kaiser: „Wie sollte sich Widerstand zeigen gegen Gesetze, die zum Glück des Volkes bestimmt sind.“ – Kang: „Nicht jeder, Herr, erkennt sein Bestes sogleich.“ (40–41)
- „Nicht jedes Ohr ist geschaffen, Vernunft aufzunehmen.“ (60)
- „Das Gesetz eben ist ja bedroht. – Man kann es nicht schützen, indem man es bricht.“ (61)
- „Es ist der älteste, langweiligste Rat in der Welt, bei dem alle gähnen: Geht den mittleren Weg.“ (64)
- „Schreiben Sie klar und energisch. Und kurz. Lange Depeschen werden nie richtig gelesen.“ (73)
- „Nie geschehen grosse Dinge genau wie sie geplant sind.“ (89)
- „Ja, das Sternenzelt hat seine Grenzen, aber die menschliche Dummheit nicht.“ (121)
- „Man kann nur tun, was man immer tut, wenn man eine Dummheit gemacht hat: auf ein Wunder vertrauen.“ (123)
- „Was kümmert’s dich“, steht geschrieben, „ob Menschen dich kennen. Sorge, dass du sie erkennst!“ (137)
- „Wenn die Stunde nicht reif ist, kann man nicht hören.“ (138)
- „Menschen sind überall gleich. Lassen Sie dort überm Meer in unsern Ländern ehrgeizige Hetzer die Volksmassen aufpeitschen – und dasselbe geschieht. Wir sind beide zu alt, um an Völker zu glauben.“ (148)

## Druckausgaben
- Bruno Frank: Die verbotene Stadt. Schauspiel in einem Prolog und acht Bildern. Bühnenmanuskript. Berlin: Felix Bloch Erben 1951,  DNB.
- Forbidden City. A Play in Three Acts by Bruno Frank. Rendered into English from the German and adapted by Lin Yutang. Unveröffentlichtes Manuskript. 1940. Nachlass Liesl Frank-Mittler, Literaturportal Bayern.